# 克洛斯特巴赫河
48°38′58.00″N 10°41′33.12″E / 48.6494444°N 10.6925333°E
克洛斯特巴赫河（德語：Klosterbach），是德國的河流，位於該國東南部，由巴伐利亞負責管轄，屬於多瑙河的左支流，河道全長28.8公里，流經巴登-符騰堡縣。